# منحنى قياسي

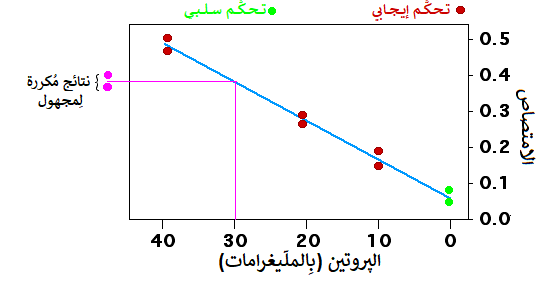
مثال على منحنى قياسي يوضح امتصاص تركيزات مختلفة من البروتين (تجربتان لكل قياس). يتم تحديد كتلة البروتين في عينة مختلفة عن طريق تحديد المكان الذي يجب أن تذهب فيه على المنحنى القياسي - في هذه الحالة، 30 ملليغرام.

المنحنى القياسي المعروف أيضًا باسم منحنى المعايرة، هو نوع من الرسوم البيانية المستخدمة كتقنية بحثية كمية. يتم قياس ورسم عينات متعددة ذات خصائص معروفة، مما يسمح بعد ذلك بتحديد نفس الخصائص للعينات غير المعروفة عن طريق الاستكمال الداخلي على الرسم البياني. العينات ذات الخصائص المعروفة هي المعايير، والرسم البياني هو المنحنى القياسي. يمكن حساب تركيز المجهول من الكتلة في الفحص.

## مثال
مقايسة برادفورد هي مقايسة لونية تقيس تركيز البروتين. يتحول لون الكاشف الكيميائي إلى اللون الأزرق عندما يرتبط بالأرجينين والأحماض الأمينية العطرية الموجودة في البروتينات، مما يزيد من امتصاص العينة. يتم قياس الامتصاص باستخدام مقياس الطيف الضوئي، على أقصى تردد امتصاص (Amax) للصبغة الزرقاء (التي هي 595 نانومتر). في هذه الحالة، كلما زاد الامتصاص، زاد تركيز البروتين.

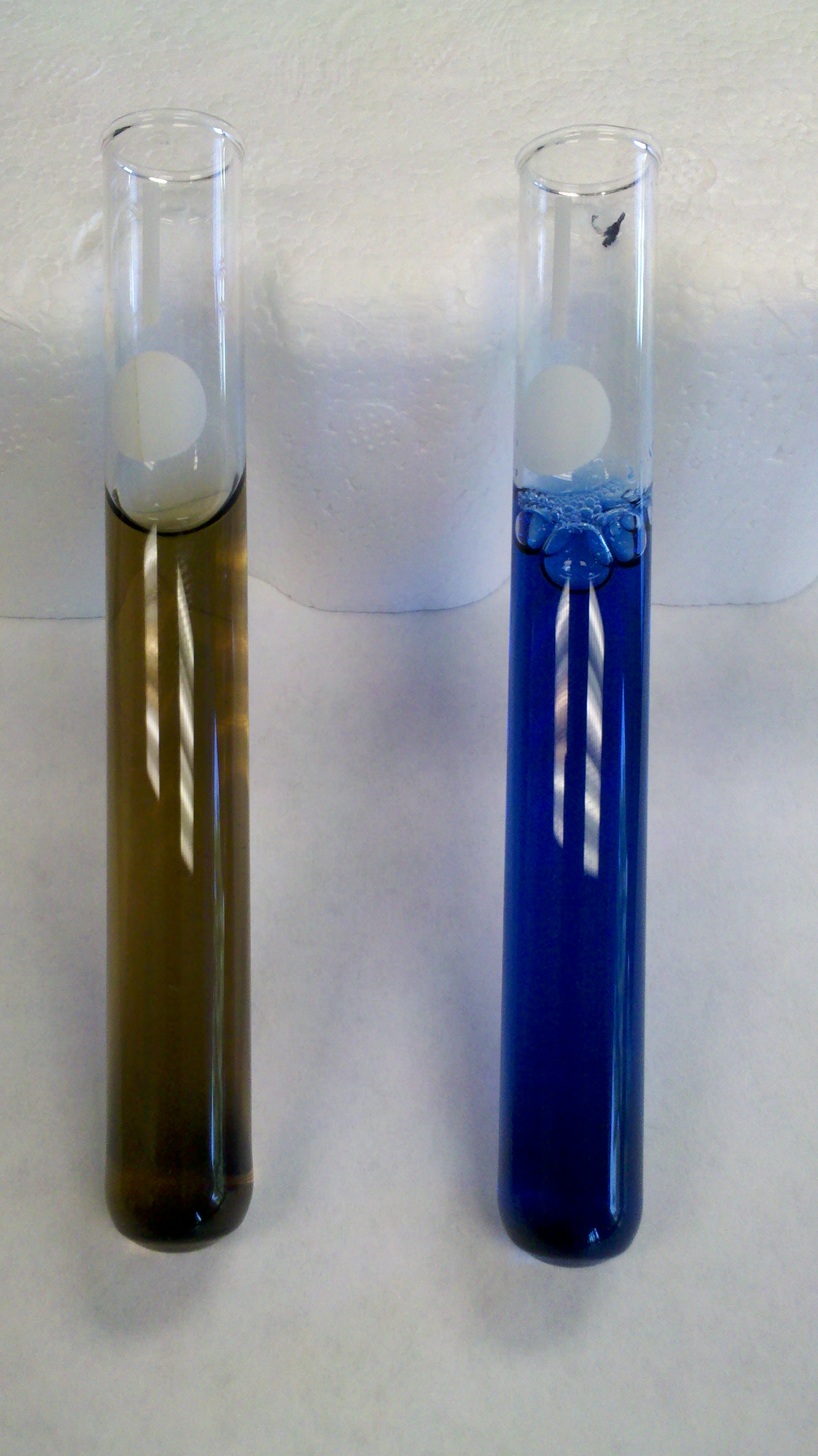
عينات تعامل مع مقايسة برادفورد. لا تحتوي العينة البنية (الامتصاص المنخفض) على أي بروتين، بينما تحتوي العينة الزرقاء (الامتصاص العالي) على البروتين. يمكن تحديد كمية البروتين في العينة الثانية بالمقارنة مع منحنى قياسي.

يتم استخدام بيانات التركيزالمعروفة للبروتين لصنع المنحنى القياسي، ورسم التركيز على المحور X، وقياس الفحص على المحور Y. ثم يتم تنفيذ نفس الاختبار مع عينات من تركيز غير معروف. لتحليل البيانات، يحدد المرء القياس على المحور Y الذي يتوافق مع قياس الفحص للمادة غير المعروفة ويتبع خطًا لتقاطع المنحنى القياسي. القيمة المقابلة في المحور X هي تركيز المادة في العينة غير المعروفة.